# چخراک (ناحیه دمیتریفسکویه، شهرستان کوشخابلسکی)
چخراک (به لاتین: Chekhrak) یک منطقهٔ مسکونی در روسیه است که در شهرستان کوشخابلسکی واقع شده‌است. چخراک ۵۰۶ نفر جمعیت دارد.